# 新北市區公車橘19路線
新北市區橘19路線，由三重客運營運，起點為五股，終點為三重。

## 歷史
- 2010年11月14日正式闢駛[1]。
- 2025年7月7日起，「洲仔」站位更名為「洲仔(五股戶政事務所)」、「西雲寺」站位更名為「西雲寺(五股國民運動中心)」[2][3]

## 歷史車輛照片集

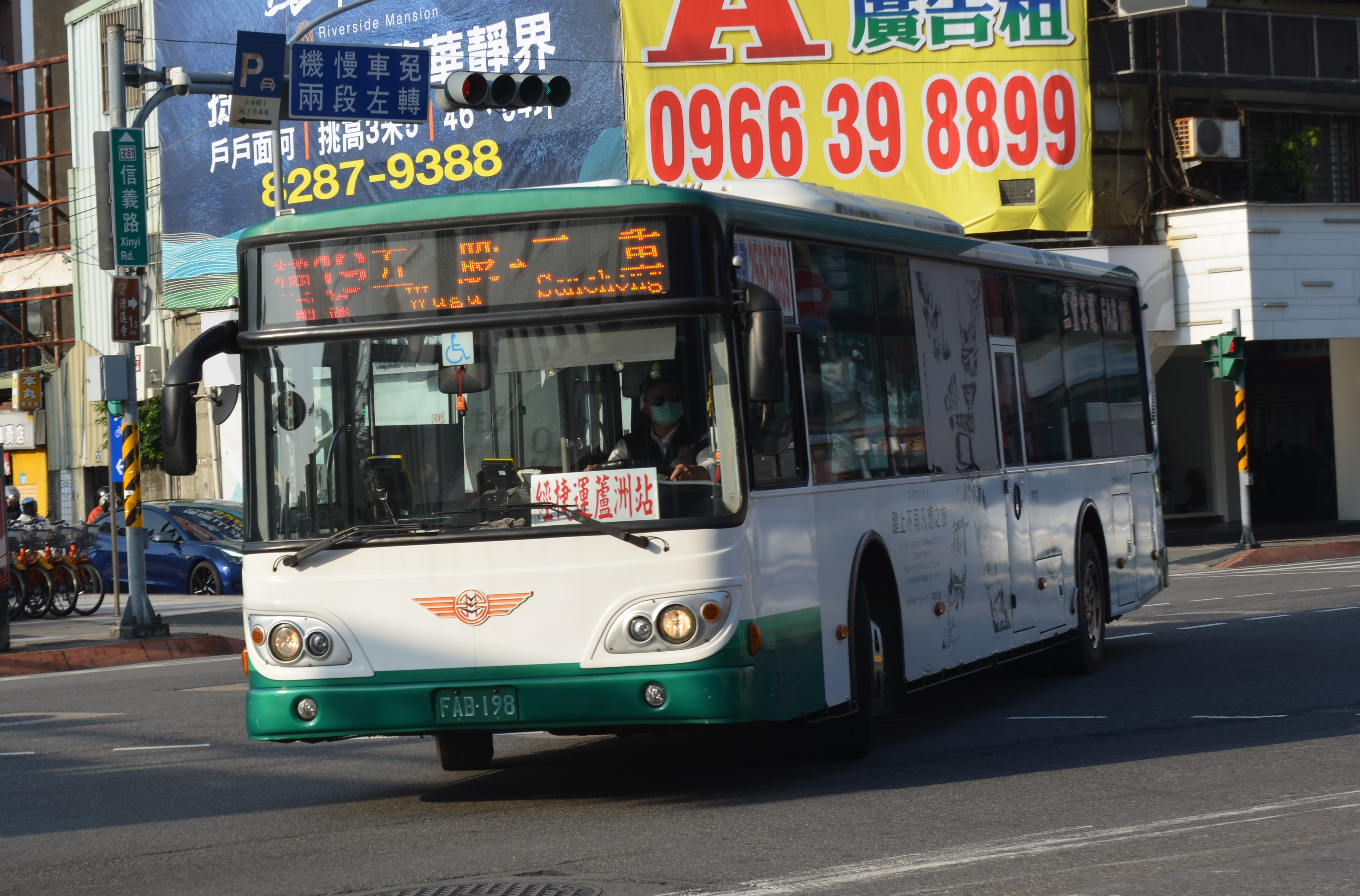
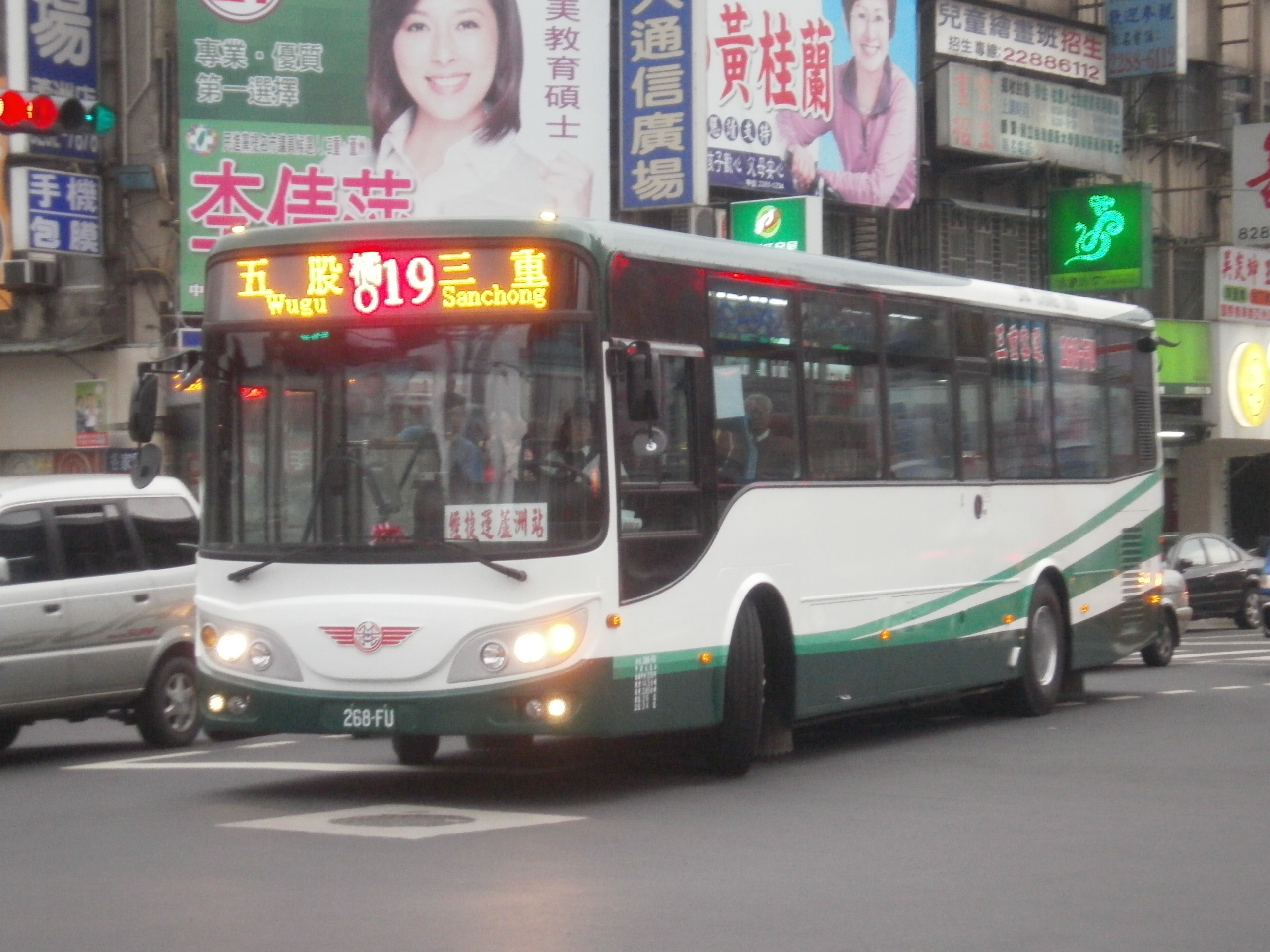